# Panteíneos
Panteíneos (Pantheinae) é uma subfamília da família dos noctuídeos (Noctuidae) de insectos da ordem Lepidoptera.